# Венатура (Анкона)
Венатура (итал. Venatura) насеље је у Италији у округу Анкона, региону Марке.
Према процени из 2011. у насељу је живело 60 становника. Насеље се налази на надморској висини од 546 м.